# Chiesa di San Biagio Vescovo e Martire (San Vito Romano)
La chiesa di San Biagio Vescovo e Martire è un edificio di culto cattolico situato nel comune di San Vito Romano, nella città metropolitana di Roma Capitale. Realizzata su un antico oratorio preesistente del 1200, venne ricostruita ed ampliata tra il 1607 e il 1609. Alla realizzazione di quest'opera contribuì la famiglia Theodoli.

## Storia
La chiesa venne realizzata su un antico oratorio preesistente, officiato dalle Confraternite del Santissimo Sacramento e del Rosario, datato intorno al 1200.
Questo fu il primo nucleo dal quale si sviluppò l'edificio, che venne ricostruito ex novo e ampliato tra il 1607 ed il 1609 e rappresentò uno dei simboli della capacità artistica della famiglia Theodoli: infatti, disegnatore e architetto della chiesa fu Giovanni Theodoli, signore della Terra di San Vito. La chiesa venne consacrata il 13 ottobre 1777 da monsignor Pietro Ruggeri, vescovo di Ruvo, in onore della Madre di Dio e di san Biagio, divenuto compatrono della città.
Dopo il 1830 furono realizzati i restauri più importanti in cui vennero aggiunte due cappelle ai lati del presbiterio: a sinistra, nel 1831, la cappella di Maria Santissima del Rosario, a destra, nel 1847, la cappella di San Giuseppe. Durante un altro importante restauro, voluto da don Augusto Zazza, tra il 1927 e il 1929, vennero decorate le due cappelle laterali al presbiterio, venne abbellita e arricchita la chiesa di un nuovo pavimento, di altari di marmo in sostituzione di quelli in muratura, di una tabernacolo marmoreo nell'altare maggiore, di nuove dorature delle colonne, delle cornici e degli stucchi, così come testimoniato dalle iscrizioni che si trovano all'interno della chiesa e dagli atti redatti dallo stesso sacerdote.

## Descrizione

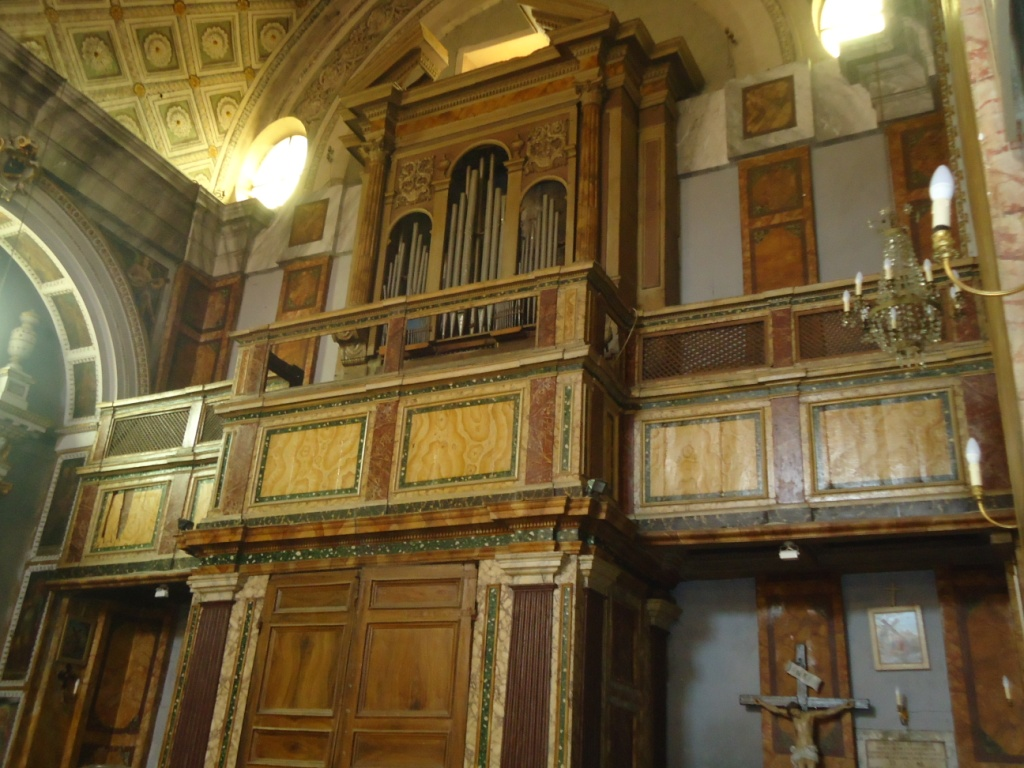
Organo della chiesa

L'altare maggiore è decorato in stile barocco. Il battistero, non più utilizzato ma ancora esistente, ha la vasca in porfido, sorretta da piedistallo e avvolta in un tabernacolo di noce che ha alla sommità una piccola croce. Il nuovo battistero è sistemato nella cappella di San Giuseppe.
La pala d'altare raffigura san Biagio e una donna con un bambino che invoca il santo affinché guarisca il figlio, soffocato da una lisca di pesce (il miracolo attribuito al santo dalla tradizione cristiana, per cui viene invocato per guarire dai mali della gola). Nella ricorrenza del 3 febbraio, nella chiesa, si può trovare l'olio benedetto che il parroco mette sulla gola dei fedeli recitando un'antica formula. La sera precedente si tiene una processione con la statua del santo e durante la messa viene benedetto l'olio.
Gli altari laterali sono dedicati ai santi Ambrogio, Giovanni Battista e Giovanni Evangelista, Andrea, Pietro e Paolo.